# جوتيون
جوتي أو الكوتيين، كوتي، كورتي شعب قديم استوطن جبال زاكروس في القرن 22 قبل الميلاد في عهد الأكديين وهي من الشعوب  الهندوأوروبية. وطنهم كان يُعرف باسم جوتيوم (بالسومرية: 𒄖𒌅𒌝𒆠,Gu-tu-umki أو 𒄖𒋾𒌝𒆠,Gu-ti-umki). بعد وفاة الإمبراطور الأكدي نارام سين (2155 - 2119) قبل الميلاد نشبت صراعات داخلية بين الأكديين واستغل شعب جوتي هذه الفرصة وقاموا بتدمير مدينة أكد في 2215 قبل الميلاد ولكون الجوتيين محاربين أشداء وخبيرين بمجال إدارة الدولة مقارنة بالأكاديين فقد مرت المنطقة التي سيطروا عليها بفترة ركود اقتصادي وحضاري وأدى هذا إلى حدوث مجاعة في عهد الملوك الأوائل لشعب جوتي واستمر عهدهم لأقل من 100 سنة حيث تم الهيمنة عليهم من قبل السومريين في عهد أسرة أورك الثالثة.
يعتبر بعض المؤرخين وقطاع واسع من الأكراد شعب جوتي أحد الجذور القديمة للشعب الكردي ويعتقد البعض إن تسمية الكرد مصدرها جوتي فقد أطلق السومريون تسمية كوتي أو جوتي على شعب جوتي. ويعتقد البعض ان تسمية الجوتي أطلقت عليهم من قبل السومريين بعد طردهم للجوتيين من اراضي أكد القديمة، وحسب كتاب "خلاصة تاريخ الكرد وكردستان" للمؤرخ الكردي محمد أمين زكي (1880 - 1948) فإن هذه المجموعة شكلت مع شعوب "لولو، كوتي، كورتي، خالدي، جودي، كاساي، سوباري، ميتاني، هوري، نايري" النواة الرئيسية للشعب الكردي "ويسميها محمد أمين زكي" شعوب جبال زاكروس"